# American Curl

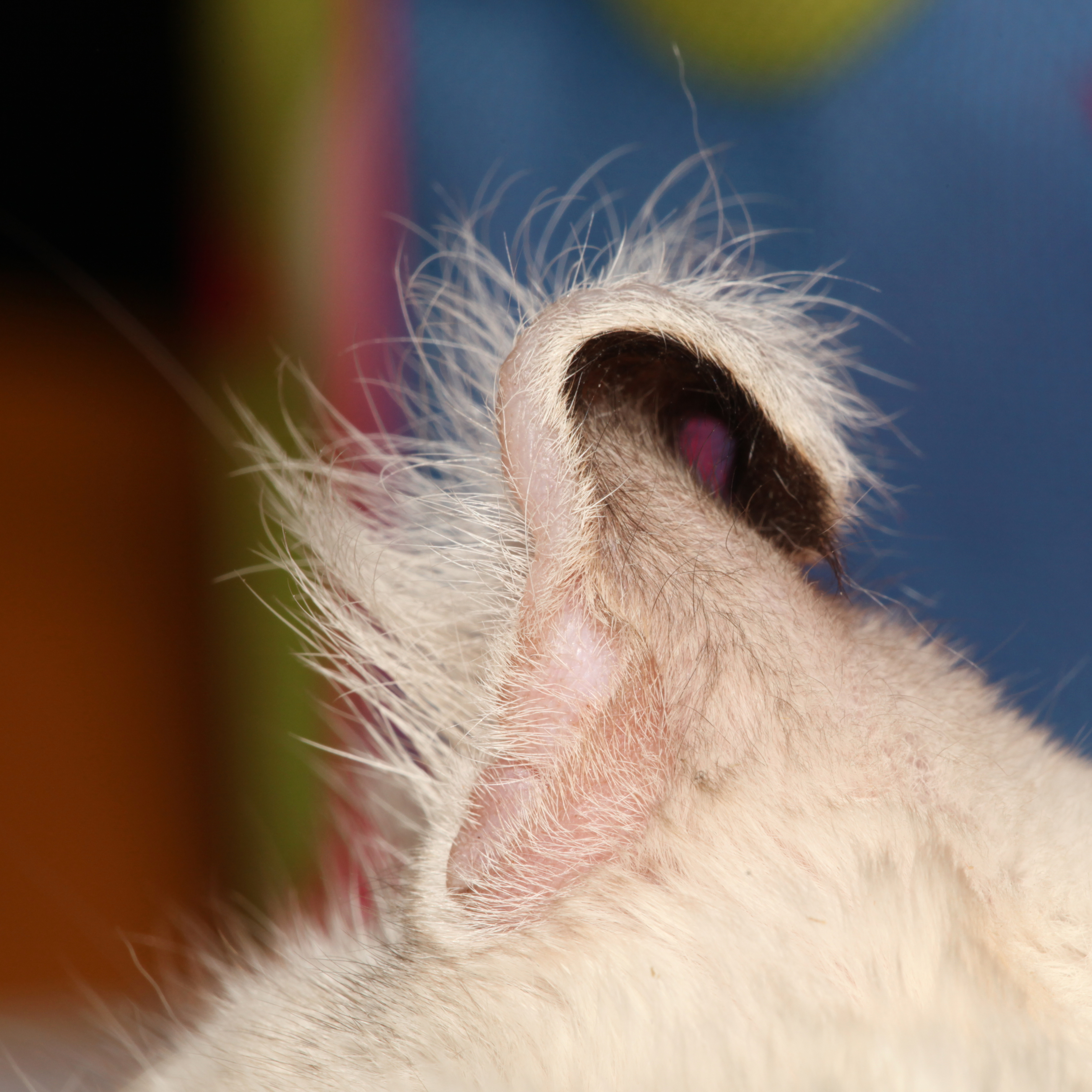
Detail van een kruloor met naar achteren gekrulde oorschelpen

De American Curl, of Amerikaanse kruloorkat, is een kattenras onder de huiskat, gekarakteriseerd door de naar achteren gekrulde oorschelpen. Dit ras komt voor in een kort- en halflangharige variant. Het ras is ontstaan uit één enkel individu in de Verenigde Staten, welke een spontane, genetisch dominante kraakbeenmutatie van gekrulde oren droeg. Het is niet bekend of deze mutatie effect heeft op kraakbeen in andere delen van het lichaam, zoals het geval is bij de Schotse vouwoorkat.

## Korte geschiedenis van het ras
De American Curl is met zijn naar achteren gekrulde oren zonder meer een opvallende verschijning. In juni 1981 werd in Lakewood, Californië, een uitgehongerd zwart poesje gevonden door Joe en Grace Ruga. Deze kitten, die de naam Shulamith kreeg, werd door de Ruga's in huis opgenomen en zou later de stammoeder van alle American Curls worden. Ze schonk het leven aan vier kittens, twee daarvan hadden teruggekrulde oren, net als de moeder. Nieuwsgierig geworden naar de genetische achtergrond van dit fenomeen, nam Grace contact op met een wetenschapper, die tot de conclusie kwam dat het hier ging om een spontane mutatie en dat het gen dat resulteerde in de achterwaarts gekrulde oren een enkelvoudig dominant gen was. Liefhebbers vonden deze oren zo aantrekkelijk en grappig, dat ze besloten een fokprogramma op te stellen met als doel deze mutatie vast te leggen. In het begin van de jaren 90 werd het ras in de Verenigde Staten officieel erkend.

## Rasbeschrijving

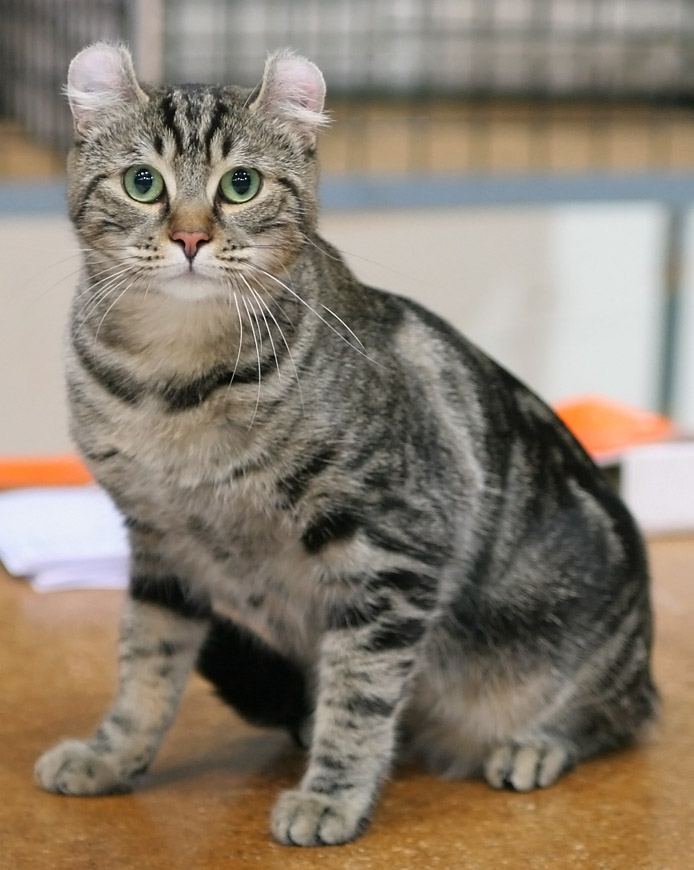
Kortharige zwart-bruin gemarmerde cyper poes

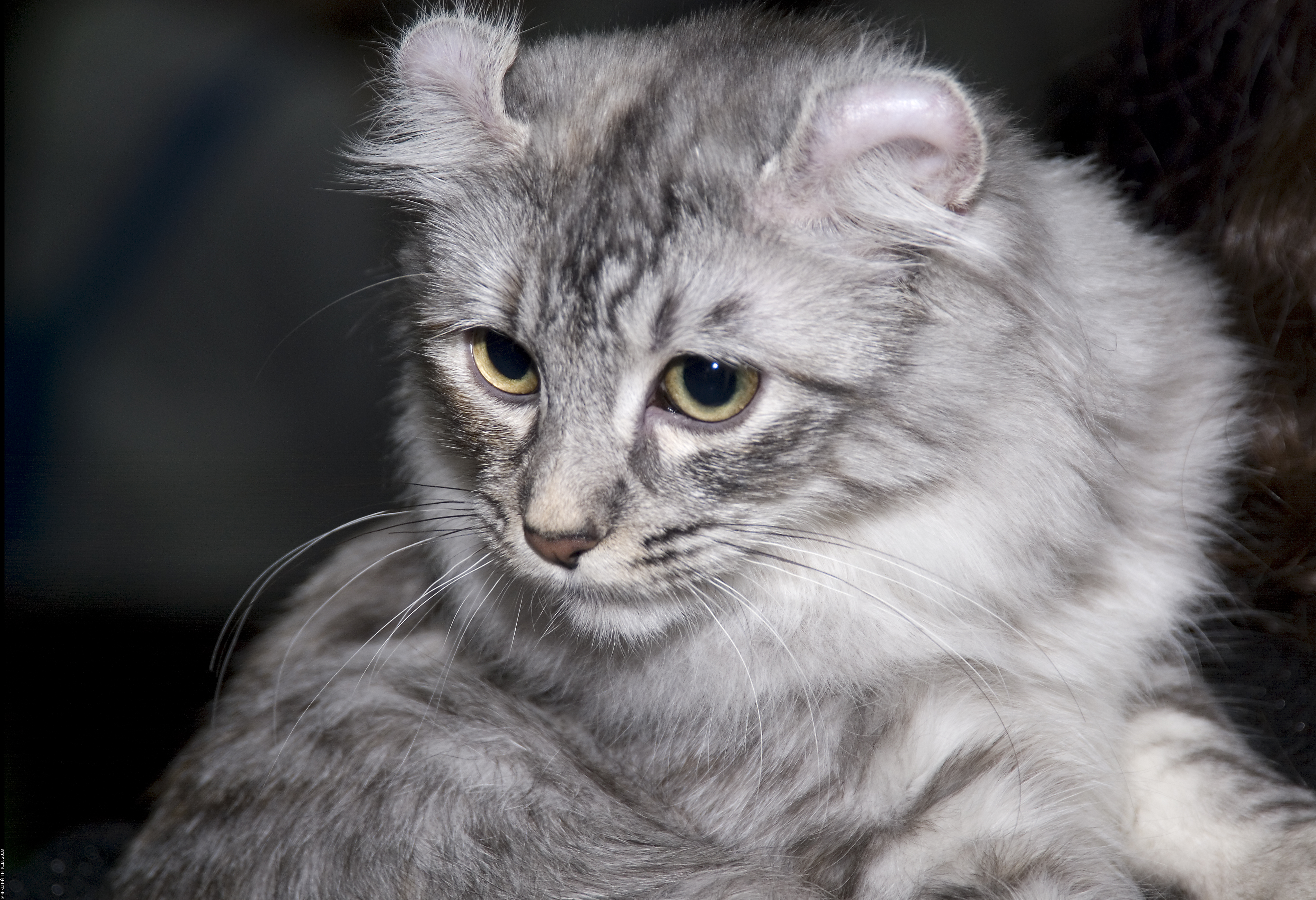
Halflangharige zwart schildpad zilver gevlekte cyper poes

- Kop: enigszins wigvormig, behoort langer dan breed te zijn, een rechte neus, stevige kin.
- Ogen: groot, walnootvormig.
- Oren: rechtop op de hoeken van de kop en behoren vloeiend naar achteren toe te buigen met de punten naar het midden van het achterhoofd toe, ze voelen minder flexibel aan dan die van andere rassen.
- Lichaam: middelgroot met een elegant, slank en langgerekt lichaam, alle onderdelen van het lichaam moeten in verhouding met elkaar zijn en onder geen beding mag de kat te grof of juist weer te fijn gebouwd zijn.
- Vacht: kortharig of halflangharig, een ondervacht is vrijwel afwezig. De vacht voelt zacht en zijdeachtig aan. Oorpluimpjes die vanuit de binnenkant van het oor naar buiten toe krullen behoren altijd aanwezig te zijn en kleine lynxpluimpjes op de bovenkant van het oor vormen een extra positief punt.
- Kleur: alle mogelijke kleuren en patronen zijn toegestaan.[1]
- Staart: meestal is de staart lang, pluizig en veerkrachtig. De kat zwaait hier dan ook voortdurend mee.

## Karakter
De American Curl heeft een mensgerichte instelling. Ze zijn nieuwsgierig, intelligent, en worden graag betrokken bij de dagelijkse gang van zaken binnen het gezin waar ze deel van uitmaken. Ze houden van knuffelen en vinden het heerlijk om in het middelpunt van de belangstelling te staan. Ze hebben een evenwichtig karakter en zijn niet snel ergens van onder de indruk. Ze blijven hun leven lang speels en ondernemend. De omgang met andere katten en honden is over het algemeen uitstekend.

## Genetica
De American Curl dankt zijn kruloren aan een enkele autosomaal dominante mutatie (in de literatuur vaak aangeduid als het ‘Cu-gen’). In tegenstelling tot bijvoorbeeld de Schotse vouwoorkat, waarvan homozygote dieren ernstige skeletproblemen kunnen ontwikkelen, zijn er bij homozygote American Curls geen structurele afwijkingen of gezondheidsproblemen bekend die aan deze mutatie worden toegeschreven. Kort na de ontdekking van dit ras bleek uit fokgegevens dat het kruloorfenomeen vrijwel altijd tot uiting komt bij katten die ten minste één exemplaar van het Cu-gen dragen. Tot op heden is er geen bewijs dat deze mutatie nadelige effecten heeft op ander kraakbeen of het skelet.

## Verzorging en gezondheid
Omdat een ondervacht vrijwel ontbreekt, zijn deze katten eenvoudig in een goede conditie te houden. Het is voldoende om de vacht één keer per week te borstelen en daarna te kammen met een fijne kam.
De gekrulde oorschelpen kunnen in dit ras zorgen voor een vervorming en vernauwing van de gehoorgangen. Deze vervorming en de open vorm maakt dit ras kwetsbaar voor oorinfecties, welke op hun beurt weer kunnen leiden tot vervorming en vernauwing van de gehoorgangen. Om infecties te vermijden kan men de oren voorzichtig schoonmaken met een watje of speciaal wattenstaafje voor katten. Het is belangrijk de kruloren voorzichtig te behandelden, omdat ruwe behandeling het kraakbeen in het oor kan beschadigen.